# Albane Duterc
Albane Duterc est une comédienne née à Meaux, artiste, interprète au cinéma, au théâtre et à la télévision.

## Biographie
C’est à l’âge de onze ans qu’Albane Duterc intègre l’école des enfants du spectacle à Paris, avec comme discipline artistique la danse.
À quatorze ans, elle commence sa carrière de danseuse dans l’opéra AIDA à Bercy.
Elle se produit également dans différentes émissions télévisées.
Elle se fait remarquer par une agence de mannequin junior et devient l’égérie de la marque de prêt-à-porter Kickers. Elle pose également pour Cacharel, Vertbaudet, Quelle, Dessange…
Un photographe de Jean Paul Gaultier complète son book, la recommande auprès d’une agence à Tokyo qui la met sous contrat. Elle travaillera deux ans au Japon.
À son retour en France, elle s’inscrit dans une école de théâtre « le studio 34 » dirigée par Philippe Brigaud.
Assidue et passionnée, elle apprend à interpréter aussi bien les pièces classiques que contemporaines.
Ses études terminées, Robert Hossein lui offre un rôle dans son spectacle « Angélique Marquise des Anges » au Palais des sports.
France 2 lui propose un rôle récurrent dans la série Cap des Pins où elle y interprète le rôle de Valérie Valmoze dans plus d’une centaine d’épisodes.
Au cinéma, Marc Esposito  lui propose le troisième rôle de son film Toute la beauté du monde adapté de son roman. Elle y incarne Catherine.
Marc Esposito et Albane Duterc se sont rencontrés lors d’une représentation de « Becket ou l’honneur de Dieu ».
Il raconte : lorsque j’ai vu Albane, j’ai tout de suite su, à sa façon de rire, aux blagues qu’elle faisait, à son petit côté de provocatrice juvénile, qu’elle était la Catherine du roman.
Ils tourneront deux autres films ensemble, Le Cœur des hommes 2 et Mon pote.
En 2012, Albane Duterc écrit et met en scène une pièce courte « French Kiss » dont la suite est en cours d’écriture.
Albane prête également sa voix pour des spots publicitaires, documentaires et bandes annonces de film.

## Filmographie

### Cinéma

#### Longs métrages
- 2006 : Toute la beauté du monde de Marc Esposito : Catherine
- 2007 : Le Cœur des hommes 2 de Marc Esposito : Dominique, la croupière
- 2009 : Tricheuse de Jean-François Davy : La prof de Sofia
- 2010 : Mon pote de Marc Esposito : Gigi, assistante de Victor
- 2017 :                      Vive la crise ! de Jean-François Davy

#### Courts métrages
- 2001 : Crise à l'usine d'Heo Kyung Lak :
- 2001 : Bakou de Suzanne Legrand :
- 2002 : Réunion des comédiens amateurs de Jean-Christophe Barc :
- 2002 : Réunion des tueurs à gage de Jean-Christophe Barc :
- 2004 : Le petit garçon qui voulait mourir de Nicolas Morvan :

### Télévision

#### Séries télévisées
- 1998-1999 : Cap des Pins de Dominique Masson, Emmanuel Fonlladosa :
- 1992 : Hélène et les garçons (produite par AB Productions) :
- 1992 : Le miel et les Abeilles (produite par AB Productions) :

#### Téléfilms
- 1996 : Une leçon particulière d'Yves Boisset :
- 2002 : Toute ma vie, j'ai rêvé de Jean-Christophe Barc :

## Théâtre

### Comédienne
- 1989 : Propriété condamnée, mise en scène Yves Carlevaris :
- 1994 : Cher cousin, mise en scène Cyril Deguilen :
- 1995 : Angélique Marquise des Anges, mise en scène Robert Hossein :
- 1997 : Le Médecin malgré lui de Molière, mise en scène Maurice Risch :
- 2000 : Becket ou l'Honneur de Dieu de Jean Anouilh, mise en scène Didier Long, Théâtre de Paris :
- 2001 : Le Mariage de Figaro, mise en scène Richard Taxy :
- 2002 : Les Ouvreuses, mise en scène Christophe Bourseiller :
- 2011 : Jacques a dit, mise en scène Massimiliano Verardi :

### Metteur en scène
- 2012 : French Kiss d'Albane Duterc